# Confederazione Calcistica Italiana
A Confederazione Calcistica Italiana – CCI (em português: Confederação Italiana de Futebol) nasceu em julho de 1921 depois de uma cisão na Federazione Italiana Giuoco Calcio – FIGC (em português: Federação Italiana de Futebol), esta sob pressão dos principais clubes de futebol da Itália. Os clubes solicitavam uma redução no número de equipes participante do Campeonato Italiano, e Vittorio Pozzo foi encarregado de elaborar um projeto pra FIGC para amenizar as tensões, porém, o projeto acabou sendo rejeitado numa votação na Federação, e assim, a crise resultou numa divisão.[carece de fontes?]
Com as federações divididas, a temporada de 1921–22 contou com dois campeonatos distintos: um organizado pela CCI em dois grupos de 12 equipes sob a batuta da Lega Nord e as habituais divisões regionais da Lega Sud, e o outro pela FIGC, que continuava a manter os numerosos agrupamentos com base em critérios geográficos.[carece de fontes?]
O campeonato da CCI foi vencido pelo Pro Vercelli e o da FIGC pelo Novese). Em 26 de junho de 1922, as duas federações foram fundidas novamente com base no Compromesso Colombo.